# Århundradets största sportprofiler
Århundradets största sportprofiler är ett svenskt uppslagsverk på tre band, över totalt 816 sidor som skildrar århundradets 2000 största sportprofiler i ord och bild.
Fakta blandat med levnadsöden, skrivna av svenska sportjournalister.
Århundradets största sportprofiler fortsätter med boken Den stora sportboken. Strömbergs/Brunnhages är utgivande förlag.